# Maschinenformen

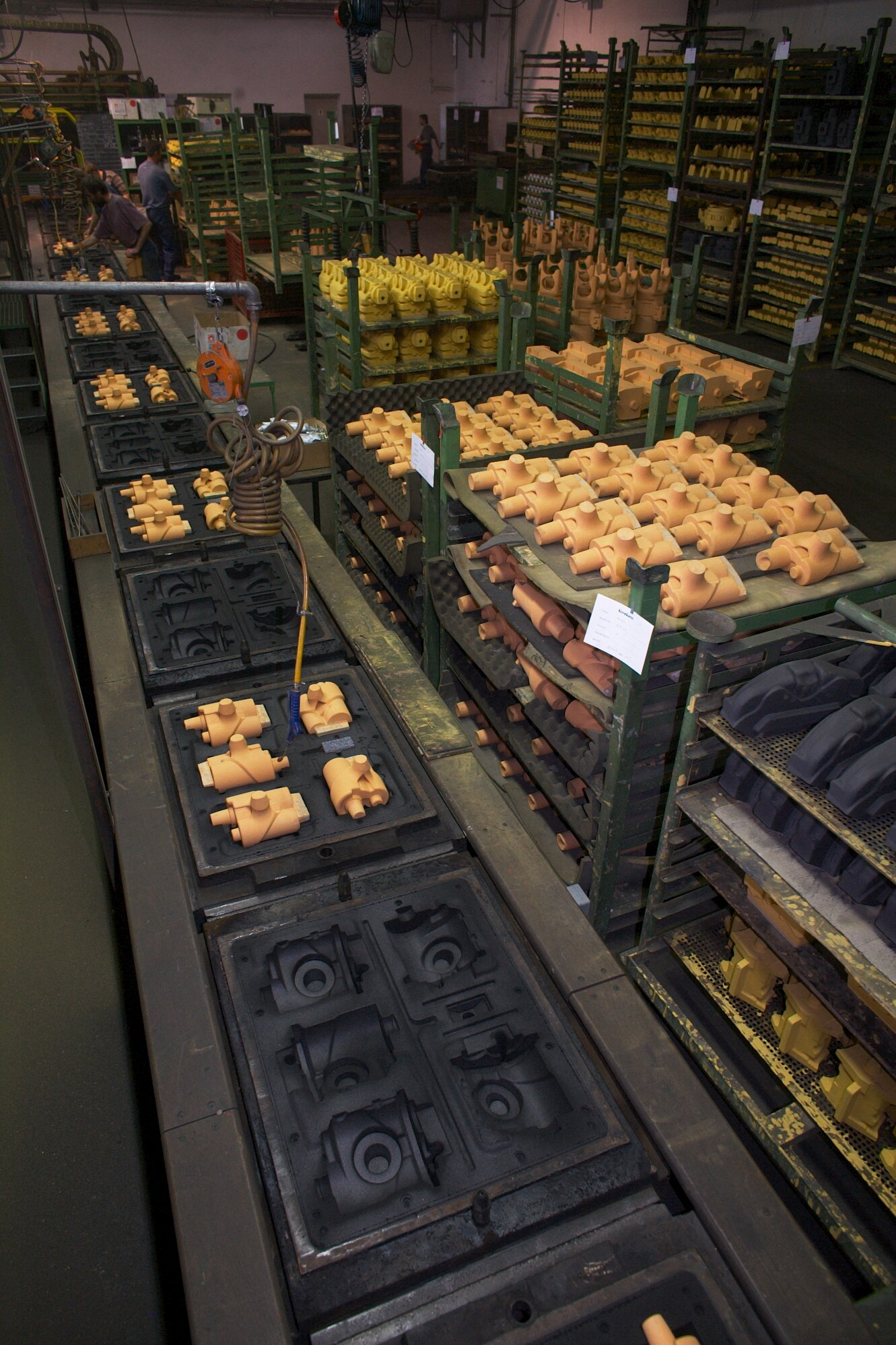
Ober- und Unterkasten bei Maschinenformung (Sandform)

Das Maschinenformen ist ein teil- bzw. vollautomatischer Fertigungsvorgang zur rationellen Herstellung gießfertiger Sandformen. Dabei werden einzelne bis alle Teilschritte des Handformens maschinell durchgeführt. Maschinengeformte Gussstücke sind maßgenauer und besitzen eine bessere Oberfläche. Anwendung findet das Maschinenformen bei kleineren bis mittleren Stückzahlen.
Die wesentlichen Stationen sind Formstation, Kerneinlege-, Gieß- und Kühlstrecke. Die Entleerstation gibt die Formgussstücke frei.
Die Formstation kann aus einem Formautomaten für komplette Formen oder aus mehreren bestehen, die Ober- und Unterkasten getrennt herstellen. Es gibt auch kastenlose Formanlagen. Hier wird nur während der Formherstellung mit einem Rahmen gearbeitet, der nach Verdichten des Sandes abgezogen wird.